# Мод
Мод (скор. від «модифікація», моддинґ ігор) — доповнення до відеогри, написане, як правило, сторонніми розробниками або любителями за допомогою SDK, який додається до гри або спеціальних, розроблених для модифікації любительських програм. На відміну від аддону, вони часто змінюють баланс сил (в стратегічних іграх) або набір зброї та можливості героя (в 3D-шутерах).
Модифікацію гри також можна розуміти як пошук і встановлення модів до гри гравця, але акт налаштування вже існуючих налаштувань і уподобань не є справді модифікацією.
Поширена думка, що моди стають все більш важливим фактором комерційного успіху деяких ігор, оскільки вони додають глибини оригінальній роботі і можуть бути як розвагою для гравців, які грають у моди, так і як засіб самовираження для розробників модів.
Люди можуть стати фанатами певних модів на додаток до фанатів гри, для якої вони створені, наприклад, запитувати функції та зміни для цих модів. У випадках, коли моди дуже популярні, гравцям, можливо, доведеться пояснити, що вони мають на увазі немодифіковану гру, коли говорять про гру. Для цього часто використовують термін Vanilla. «Vanilla Minecraft», наприклад, відноситься до оригінальної, немодифікованої гри.
Ще в 1980-х модифікації відеоігор також використовувалися з єдиною мистецькою метою, на відміну від справжньої гри. Це, зокрема, запис дій у грі у вигляді фільму, спроби відтворити реальні місця в грі без урахування цінності гри. Це призвело до появи художніх модифікацій відеоігор, а також машиніми та демосцени.
Для популярних ігор можуть бути створені десятки тисяч модів. Популярні сайти, присвячені модифікації, включають Nexus Mods, Mod DB і Steam Workshop.

## Розробка
Багато модифікацій ігор так і не були опубліковані для ігрової спільноти їх творцями. Деякі з них дуже обмежені та включають лише частину змін в ігровому процесі або навіть інший екран завантаження, тоді як інші є повними перетвореннями та можуть істотно змінювати процес гри. Деякі модифікації можуть ставати популярними та перетворюються на окремі ігри, права на які купуються та перетворюються на офіційну модифікацію або, у деяких випадках, на окрему назву, для гри в яку не потрібна оригінальна гра.
Для створення мода потрібні технічні та соціальні навички. Група розробників модів може об'єднатися, щоб сформувати «команду модів».

Логотип серії відеоігор Doom

Doom (1993) була першою грою, яка мала велику спільноту модифікаторів. Розробник id Software наполягав, що моди мають працювати лише з роздрібною версією гри (а не з демоверсією), модери дослухалися до цих думок і це підвищило продажі Doom. Іншим фактором популярності модів Doom стало зростання популярності в інтернеті, що дозволило сформувати спільноти модифікаторів. Модифікації для Quake (1996), такі як «Capture the Flag» і «Team Fortress», стали стандартними функціями в наступних іграх жанру шутер. Незважаючи на те, що шутери від першої особи є популярними іграми для модифікацій, жанр віртуальних домашніх тварин із такими іграми, як Petz (1995) та Creatures (1996), зацікавив молодих моддерів, особливо дівчат.

## Типи

### Глобальний мод
Глобальний Мод — модифікація гри, яка повністю змінює гру. Зазвичай такі моди повністю змінюють ігрову місцевість, персонажів, транспорт або місії. Глобальні моди дуже популярні в серії ігор «Grand Theft Auto».

### Мутатори
Мутатор — модифікація гри, яка лише частково змінює гру. На відміну від модів, які, як правило, не можна поєднувати (в грі одночасно може бути активно не більше одного моду), в одній грі може бути одночасно ввімкнено декілька мутаторів. Порядок, в якому приймається мутатори, може бути важливим. Наприклад, якщо за мутатором «без снайперської гвинтівки» використовується мутатор «перетворити всю зброю в снайперські гвинтівки», снайперські гвинтівки зникають, а вся інша зброя перетворюється у гвинтівки. Якщо використати мутатори у зворотному напрямку, то тоді зникає зброя. Підключення мутаторів існують лише в кількох іграх. Наприклад, вони можуть використовуватись в Unreal Tournament, в серії Fallout (починаючи з Fallout 3) та в трилогії S.T.A.L.K.E.R.
Неофіційний патч — це модифікація гри, яка виправляє помилки, не виправлені офіційними патчами або відкриває доступ до зблокованого вмісту, наявного у файлах гри, до яких нема доступу в офіційній версії гри. Такі виправлення зазвичай створює спільнота фанів гри, коли розробник не бажає або не має можливості здійснити виправлення офіційно.

### Реплейсери
Реплейстери — це невеликі модифікації для ігор, які зазвичай змінюють модель, текстуру чогось в грі (наприклад, нова модель зброї, гравця чи NPC). Також вони називаються скінами, але скін це, зазвичай, нова чи перероблена стара текстура, а не 3D-модель.

## Проблеми з портативністю
Моди зазвичай працюють у браузері на мобільному телефоні чи комп'ютері й доступні для гри в офлайні або завантаження на будь-яку операційну систему (Windows, macOS, Linux, Android, iOS). Моди для кросплатформних ігор, написані для Windows, не завжди сумісні з Mac OS X або Linux. Значною мірою це пов'язано з сумнівами видавців щодо пріоритетності портування основної гри, а ресурси для портування специфічних для мода функцій може бути нерентабельним. Наприклад, Battlefield 1942 (2002), портований Aspyr для Mac OS X, мав проблеми з доступом до файлів, характерним для модів до виправлення 1.61D. Unreal Tournament 2004 (2004) не мав робочого меню модів спільноти для версії Mac OS X і до виправлення 3369 мав графічну несумісність з кількома модами, такими як Red Orchestra та Metaball.